# Cantón de Thoissey
El cantón de Thoissey (en francés canton de Thoissey) era una división administrativa francesa del departamento de Ain, en la región de Ródano-Alpes.

## Composición
El cantón estaba formado por doce comunas:
- Garnerans
- Genouilleux
- Guéreins
- Illiat
- Mogneneins
- Montceaux
- Montmerle-sur-Saône
- Peyzieux-sur-Saône
- Saint-Didier-sur-Chalaronne
- Saint-Étienne-sur-Chalaronne
- Thoissey
- Valeins

## Supresión del cantón
En aplicación del decreto nº 2014-147 del 13 de febrero de 2014, el cantón de Thoissey fue suprimido el 1 de abril de 2015 y sus 12 comunas pasaron a formar parte del cantón de Châtillon-sur-Chalaronne.